# 긴잎돌김
긴잎돌김(학명: Pyropia pseudolinearis 피로피아 프세우도리네아리스[*])는 김파래과의 바닷말이다.
울릉도의 긴잎돌김이 맛의 방주에 등재되어 있다.

## 분포
동해와 태평양에 분포하며, 한국(한반도 동해안)과 일본(혼슈 서해안, 홋카이도 동·서해안)이 원산지이다.

## 같이 보기
- 김